# Яйково
Яйково (пол. Jajkowo, нім. Hoheneck) — село в Польщі, у гміні Бжозе Бродницького повіту Куявсько-Поморського воєводства.
Населення — 585 осіб (2011).
У 1975-1998 роках село належало до Торунського воєводства.

## Демографія
Демографічна структура станом на 31 березня 2011 року:
|          | Загалом | Допрацездатний вік | Працездатний вік | Постпрацездатний вік |
| -------- | ------- | ------------------ | ---------------- | -------------------- |
| Чоловіки | 311     | 76                 | 210              | 25                   |
| Жінки    | 274     | 64                 | 169              | 41                   |
| Разом    | 585     | 140                | 379              | 66                   |